# سون وونغ-جونغ
سون وونغ-جونغ (هانغل: 손웅정) هو لاعب كرة قدم كوري جنوبي في مركز الهجوم، ولد في 10 يونيو 1962 في كوريا الجنوبية. لعب مع نادي سونغنام.

## وصلات خارجية
- سون وونغ-جونغ على موقع دوري كوريا الجنوبية (الإنجليزية)